# 4909 Куто
4909 Куто (4909 Couteau) — астероїд головного поясу, відкритий 28 вересня 1949 року.
Тіссеранів параметр щодо Юпітера — 3,569.